# Dylan Gelula
Dylan Nicole Gelula (Filadélfia, 7 de maio de 1994) é uma atriz estadunidense. Tornou-se conhecida, inclusive internacionalmente, por Chasing Life e Unbreakable Kimmy Schmidt.

## Filmografia
| Ano         | Título                                             | Papel                        |
| ----------- | -------------------------------------------------- | ---------------------------- |
| 2006        | Lady in the Water                                  | Garota na piscina            |
| 2010        | Recycle Me                                         | Fiona                        |
| 2011        | August: Osage County                               | Jean Fordham                 |
| 2011        | Law & Order: Special Victims Unit                  | Becca                        |
| 2011        | Are We There Yet?                                  | Amy                          |
| 2013        | NCIS: Naval Criminal Investigative Service         | Marie Markin                 |
| 2014        | Jennifer Falls                                     | Gretchen Doyle               |
| 2014        | Chasing Life                                       | Ford                         |
| 2015 - 2019 | Unbreakable Kimmy Schmidt                          | Xanthippe Lannister Voorhees |
| 2016        | First Girl I Loved                                 | Anne                         |
| 2016        | Casual                                             | Aubrey                       |
| 2016        | Filthy Preppy Teen$                                | Parker                       |
| 2017        | Flower                                             | Kala                         |
| 2020        | Unbreakable Kimmy Schmidt : Kimmy vs. The Reverend | Xanthippe Lannister Voorhees |